# Stéphane (chanteuse)
Pour les articles homonymes, voir Stéphane.
Stéphane Van Loon, connue sous le mononyme Stéphane, née le 14 septembre 1996 à Genève est une auteure-compositrice-interprète suisse.

## Biographie

### Enfance et études
Stéphane Van Loon, naît le 14 septembre 1996 à Genève, de parents avocats. Quatrième d'une fratrie de cinq enfants, elle grandit entre Carouge et Troinex, dans le canton de Genève, au sein d'une famille mélomane. Son goût pour la musique se développe alors, et grâce à sa mère, elle écoute souvent des chansons, de Julien Clerc par exemple, et se voit offrir à l'âge de 8 ans un jeu de karaoké qui l'incite à chanter.
Après avoir obtenu sa maturité gymnasiale,, Stéphane intègre l’École des musiques actuelles (ETM) à Genève, renonçant par la même occasion à des études de médecine,. Elle y apprend à jouer de différents instruments, sa préférence allant vers la guitare qu'elle pratique depuis ses 10 ans, ainsi que le chant et le solfège notamment.

### Parcours artistique
En 2019, elle rencontre à l'ETM Jan Frogg, qui deviendra son producteur et lui présentera à son tour son manager, Jean-Philippe Cuny. Ils la convainquent de choisir son prénom « Stéphane » comme nom de scène, un prénom épicène jugé original, choisi par ses parents en hommage à Stéphane Audran, et que la chanteuse « avait du mal à l'accepter, [demandant] à tout le monde de l'appeler « Sté » »,.
Après avoir terminé ses études en 2020, la jeune femme fait des jobs alimentaires en raison de la pandémie de Covid-19 qui interrompt ses projets musicaux,. Avec ses associés, ils décident de s'orienter vers la France, dont le marché est plus important, et rencontrent une équipe à Paris avec laquelle ils collaborent,.
C'est ainsi qu'en 2021, Stéphane met en ligne son premier titre sur la fin de l'amour, nommé Douleur, je fuis, coécrit avec son colocataire Raphaël Harari,. Elle y emploie la technique du « parlé-chanté ». La chanson connaît rapidement un grand succès en Suisse puis en France et au Canada en étant diffusée en boucle sur plusieurs radios françaises telles que Virgin Radio et RTL2, et qui fait découvrir au grand public la chanteuse,. Un an plus tard, le clip cumule plus de deux millions de vues sur Youtube. Elle sort un deuxième titre intitulé L'île inconnue en septembre de la même année,. Toujours en 2021, la chanteuse signe avec le label TwinMusic.
Début 2022, elle dévoile une nouvelle chanson, Green Dream, qui est son premier single officiel,,. En parallèle, Stéphane assure les premières parties de plusieurs artistes comme Vianney, Florent Pagny,, ou encore Cats on Trees, Kyo et Jérémy Frérot. Durant l'été 2022, elle sort un nouveau single intitulé 48h, puis un autre nommé Nouveau Départ est dévoilé en fin d'année. Son premier album, intitulé Madame et dont pratiquement tous les titres parlent d'amour, sort début 2023. Il est qualifié par Le Parisien d'« inégal mais prometteur ». Elle commence ensuite une tournée, se produisant notamment à l'été au Festival sur le Champ ! et au Paléo Festival,. Par ailleurs, elle est invitée par le groupe Kyo à reprendre avec eux leur titre Le Chemin pour le 20e anniversaire de ce dernier,.
Fin septembre 2024 est publié son deuxième album, nommé La Prison des Amoureuses Malheureuses,,. À l'instar du premier, le thème principal en est l'amour, avec une narration chronologique d'une nouvelle relation alors que la Genevoise est déjà en couple, qui se révèle de plus en plus délétère, avant qu'elle y mette fin. Le Parisien estime l'ensemble « entre pop et rock », avec « des textes torturés, parfois rageurs ». En parallèle, elle est invitée au sein de l'émission Les Grosses Têtes, ainsi qu'à chanter aux côtés de Jenifer à l'occasion d'un concert « Taratata » pour le 40e anniversaire de l'Accor Arena,.
En 2024 également, elle continue de se produire régulièrement sur scène, au Café de la Danse et au Festival ODP Talence par exemple,.

### Caractéristiques vocales
Elle a une voix « naturellement grave et un brin éraillée », parfois « aérienne » selon Le Dauphiné qui estime que cela « donne à ses chansons un écho sincère et vibrant ».

### Influences
Stéphane déclare dans une interview à Voltage que les standards de Stephan Eicher, Claude François ou encore Joe Dassin comptent beaucoup pour elle. Amy Winehouse, Janis Joplin, Tracy Chapman et Ray LaMontagne sont également des artistes qui l'influencent,.